# Paratephritis takeuchii
Paratephritis takeuchii är en tvåvingeart som beskrevs av Ito 1949. Paratephritis takeuchii ingår i släktet Paratephritis och familjen borrflugor. Inga underarter finns listade i Catalogue of Life.